# Система лічби, мір і ваг мая
Система лічби, міри і ваг мая — система вимірювання відстаней, площ, об'ємів і ваг, що застосовувалася в державах цивілізації мая. Заснована була на розмірах людського тіла та 20-ричній системі числення. Застосовувалася для астрологічних досліджень, в архітектурі, зведені доріг, в торгівлі, підрахунки виплати данини, розрахунку війська. Богом мір і ваг у мая був Хунаб Ку.

## Загальна характеристика
Тривалий час вчені мали лише уривчасті відомості стосовно систем вимірювання, які існували у стародавніх мая. Втрата значної кількості відомостей пов'язана була з занепадом держав мая класичного періоду та часами іспанської конкісти, коли багато рукописів і кодексів мая було знищено. Іншою особливістю було те, що в кожній державі мая система мір відрізнялась при збережі спільного їх переліку. З цим пов'язують різницб в розмірах будівель та скульптурних витворів, зокрема стел. Так, поняття лікоть як довжина в юкатанських та гірських мая відрізнявся.
Поступово дослідники завдяки знахідкам нових стел та архітектурних пам'яток, дешифруваню мови мая виявили значну частину знань щодо мір та ваг, якими ті користувалися в давнину. Водночас складність представляють терміни, на які не знайдені відповідності. Наприклад, як довжини і ваги мая використовували поняття «кинджал», «сокира», «церемоніальна зброя». Натепер дослідження системи мір та ваг мая різних періодів триває.

## Лічба
Система числення була двадцятковою з використання допоміжної основи 5. У схемі мая точка означала одиницю, а повторювані точки — числа до чотирьох; п'ятірку позначала горизонтальна риска, а дві і три горизонтальні риски позначали, відповідно, числа десять і п'ятнадцять. Для позначення числа двадцять мая скористалися позиційним принципом, використовуючи точку, вміщену над символом нуля.
Числа записувалися в стовпчик, верхні символи були старшими. Сама нижня позиція відповідала розряду одиниць; «поверхом вище» розташовувалося число двадцяток. Ще вище одиниця відповідала кратним числа 360. Усі інші вищі позиції відповідали ступеням числа 20. В залежності від позначки (точки або риски), яка знаходилася знизу або зверху та «цифри», що додавалася зверху, або ставилася ще нижче відбувалася лічба у мая. Лічба здійснювалася за допомогою простого приладу на кшталт абаки, де рахунковими одиницями були насіння какао, кольорові камінчики.

## Відстані і довжина
Основу становило людське тіла та спорудні засоби. Від слова мотузка (к'ан) з'явилася назва довжину, яка стала основою вимірювання довжини та відстані, а також площі.
- 1 к'ан = 20 стоп = 6 м
- 1 паатан = 30 см=1/20 к'ана
- 1 саб = 60 см = 1/10 к'ана = 2 паатани
- 1 нак = 400 стоп м = 20 к'анів
- 1 лаб = 800 стоп = 20 нахів = 400 к'анів

У класичний період основний паняттями були лікоть (chumay) та стопа. Існує думка, що у докласичний і класичний період мая використовувалася ісапський лікоть, що дорівнював 49,5 см. Виявлено також другий стандарт = 52,5 см. У мая-какчикелей існували розміри: від п'яти — до коліна, до стегна, до пупка, до ребра, до плеча, до кінчика голови. На думку дослідника К.Прадо одним вимірів довжини використовувався стандарт, що відповідає 36 мм метричної системи.
Основою вимірювання відстаней, що використовувався при мандрівках, військових походах, поломництвах та торгівлі, був луб, який дорівнювався 5,5 км. Відносно нього будувалися фрази, що позначали більші або менші відстані. Так, tan coch позначав половину, а tu cappel — ціле значення. Виходило tan coch lub — 0,5 луба, або 2750 м, tan coch tu cappel lub = 1,5 луба, або 8250 м.

## Площа
В мая існували дві одиниці для вимірювання площ. Одні застосовувалися у землеробстві, задля визначення полів, інші в архітектурі. В першому випадку основу була міра hun-uinic (хун-вінік, тобто одна людина), що дорівнювала 400 квадратним стопам, або 37 м2</small>. В архітектурі — каан, що пов'язана була з мірою довжини і 400 м2.

## Одиниці об'єму
в основному на міри об'єму переважно у більшості держав мая використовувався термін «жменя». З області навколо Камінальхуйу археологами знайдені чаші докласичного періоду (II—I до н. е.), виготовлені в стандартному шаблоні, що поступово зменшуючи розміри. На думку вчених, вони можуть представляти спеціально встановлені міри об'єму, що належать часу періоду перший та друге століття до н. е.

## Одиниці ваги
На сьогодні точно не встановлено системи ваг умая. Відповідно до археологічних знахідок вважається, що системою визначення ваги того чи іншого предмету застосовувалося виходячи з практики: наприклад, для архітектури як одиниця бралася вага якогось найбільш якісного одного блока чи стели, відповідно до якої виготовлялися усі інші. Тобто в окремий проміжок часу саме цей блок (або стела) ставали стандартом.
Для зваження товарів у торговельних операціях чи данину застосовувалися важкі предмети на кшталт каменів або валунів, що за згодою сторін визначали вагу. Проте окремі відомості з кодексів мая свідчать про наявність у них вагових стандартів, проте це питання ще достеменно не з'ясовано.
Єдиним відомою точно одиницею є так зване «навантаження» (ноша), тобто вага, яку міг підняти й нести 1 носій. За аналогією з ацтеками, де також існувала схожа одиницю виміру, маяське навантаження визначають у 20-25 кг. Частина дослідників сходяться на думці, що було саме 20, у відповідності до 20-тичної системи лічби та числення, відповідно до якої визначалися усі вагові розміри: 400, 800 і 160000 кг.
Меншими одиницями ноши були:
- 1 цонтле = 400 бобам какао
- 1 шикіпіль = 200 цонтле
- 1 вага (ноша) = 3 шикіпіль

## Одиниці часу
- 1 кін = 1 дню = умовно 24 годинам
- 1 вінал = 20 кін (на кшталт місяця)
- 1 тун = 18 вінал = 360 кін (на кшталт року)
- 1 катун = 20 тун = 7200 кін
- 1 бактун = 20 катун = 144000 кін
- 1 піктун = 20 бактун = 400 катун = 8000 тун = 2 880 000 кін
- 1 калабтун = 20 піктун = 160000 тун = 57 604 000 кін
- 1 кінчильтун = 20 калабтун = 3 200 000 тун = 1 152 000 000 кін
- 1 алаутун = 20 кічильтун = 64 000 000 тун = 23 40 000 000 кін

Водночас у мая було присутня розуміння частини, тому вони розділяли день (кін) на 2 частини і чверть, що відповідає близько 12 і 6 годинам. Мая не мали розуміння годин і хвилин, лише вказували пів кіна (шель кін) або чверть кіна (хеб кін). Також існував термін півтора дня (кіна) — tan coch kin tu cappel.